# Bottidda
Bottidda – miejscowość i gmina we Włoszech, w regionie Sardynia, w prowincji Sassari.
Według danych na rok 2004 gminę zamieszkiwały 804 osoby, 24,4 os./km².